# 纳来哈区
纳来哈区是蒙古国乌兰巴托市辖区。

## 简介
纳来哈区是乌兰巴托市的区（дүүргүүд）之一，位于乌兰巴托市中心东南方向。纳来哈区是个煤矿中心，1938年7月修建了与乌兰巴托市中心之间43公里长的窄轨铁路，该铁路后来成为蒙古纵贯铁路从乌兰巴托分出的支线。1962年纳来哈获得城镇地位。1992年成为乌兰巴托市辖区。起初下辖5个分区，后来改为7个分区。
1992年时约有5850户居民。截至1996年有人口约20000人。2010年人口30049人。2011年人口32513人，共8992户。

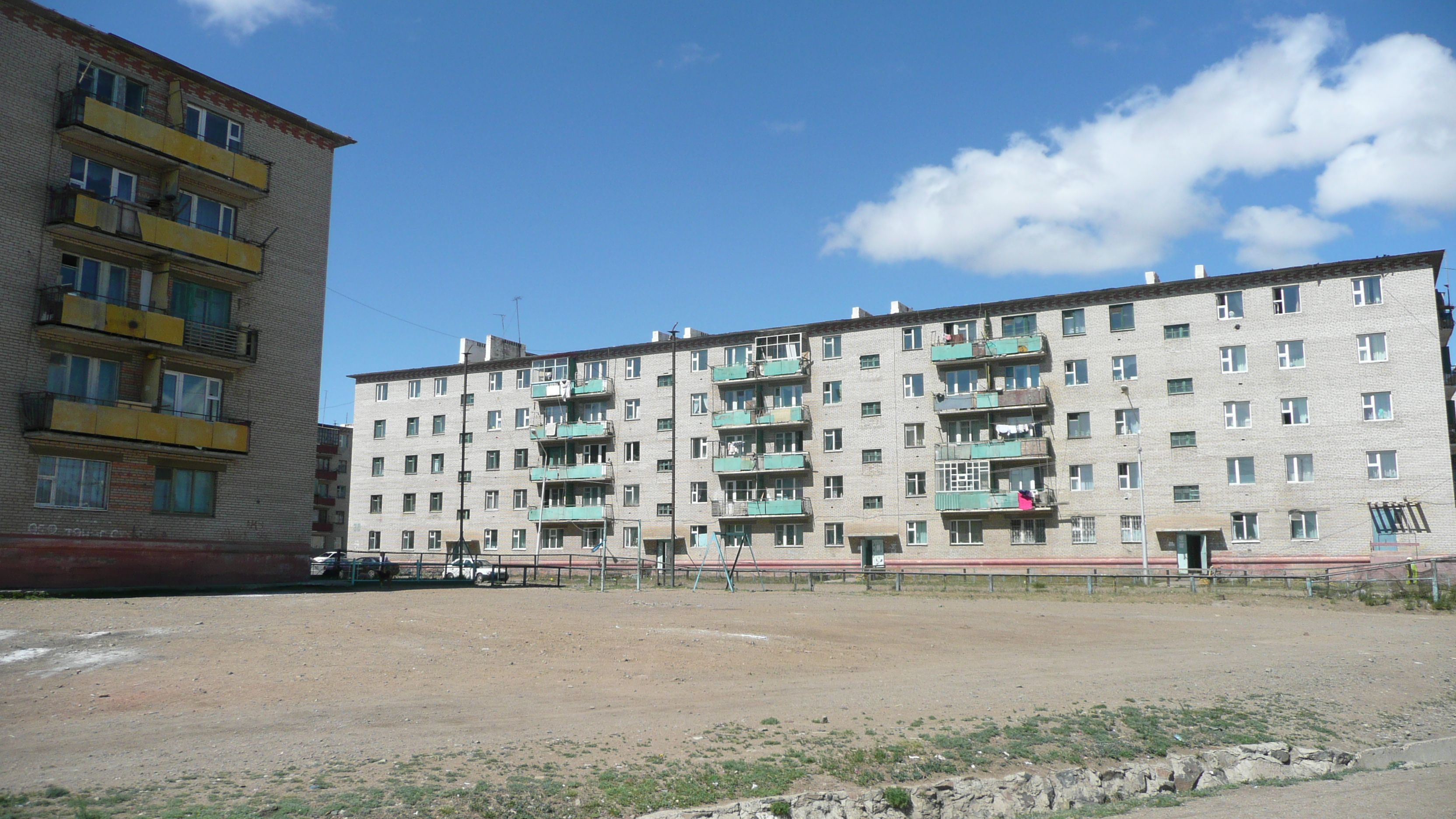
纳来哈区的公寓楼
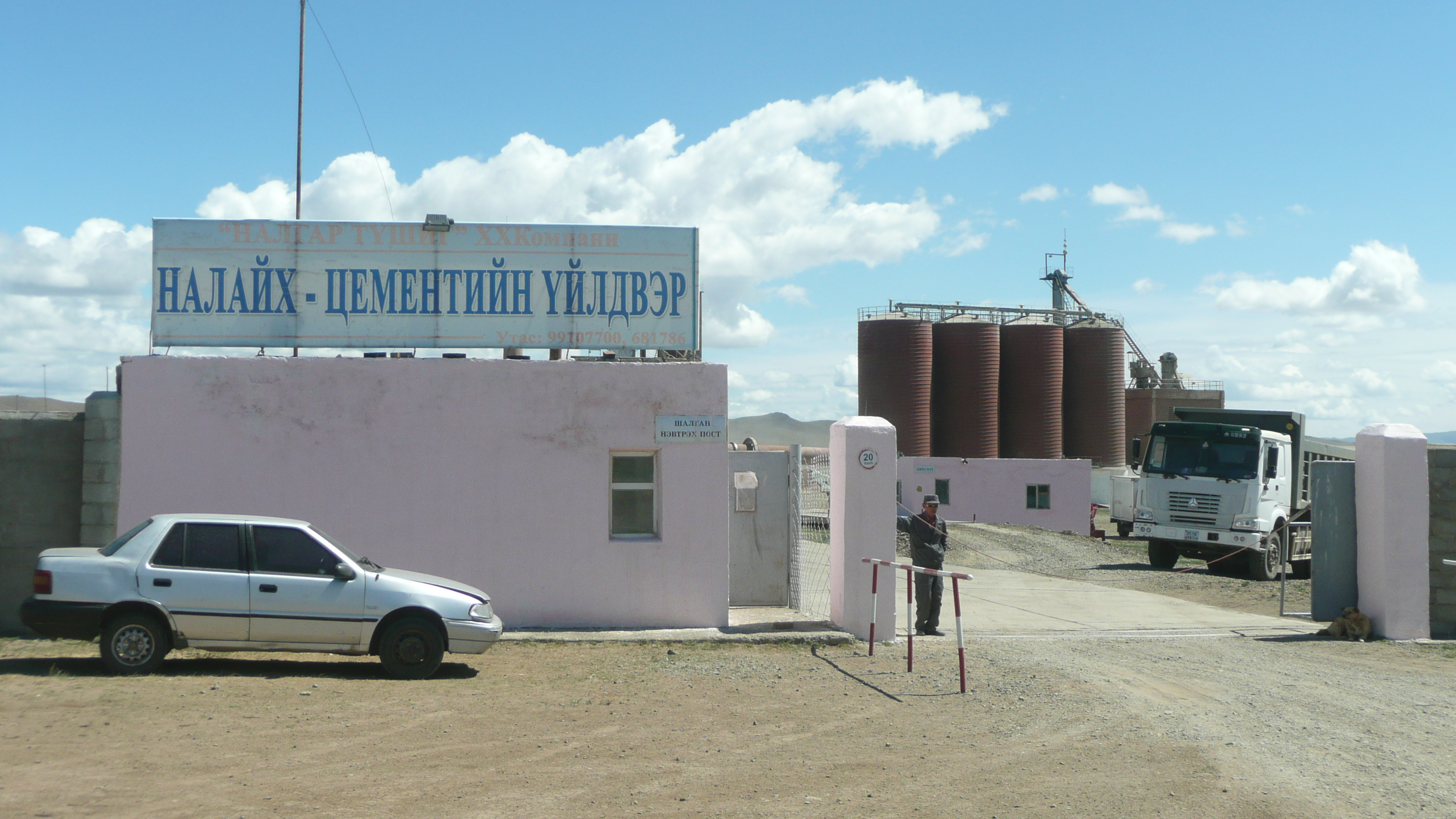
纳来哈区的水泥厂